# Kávovar

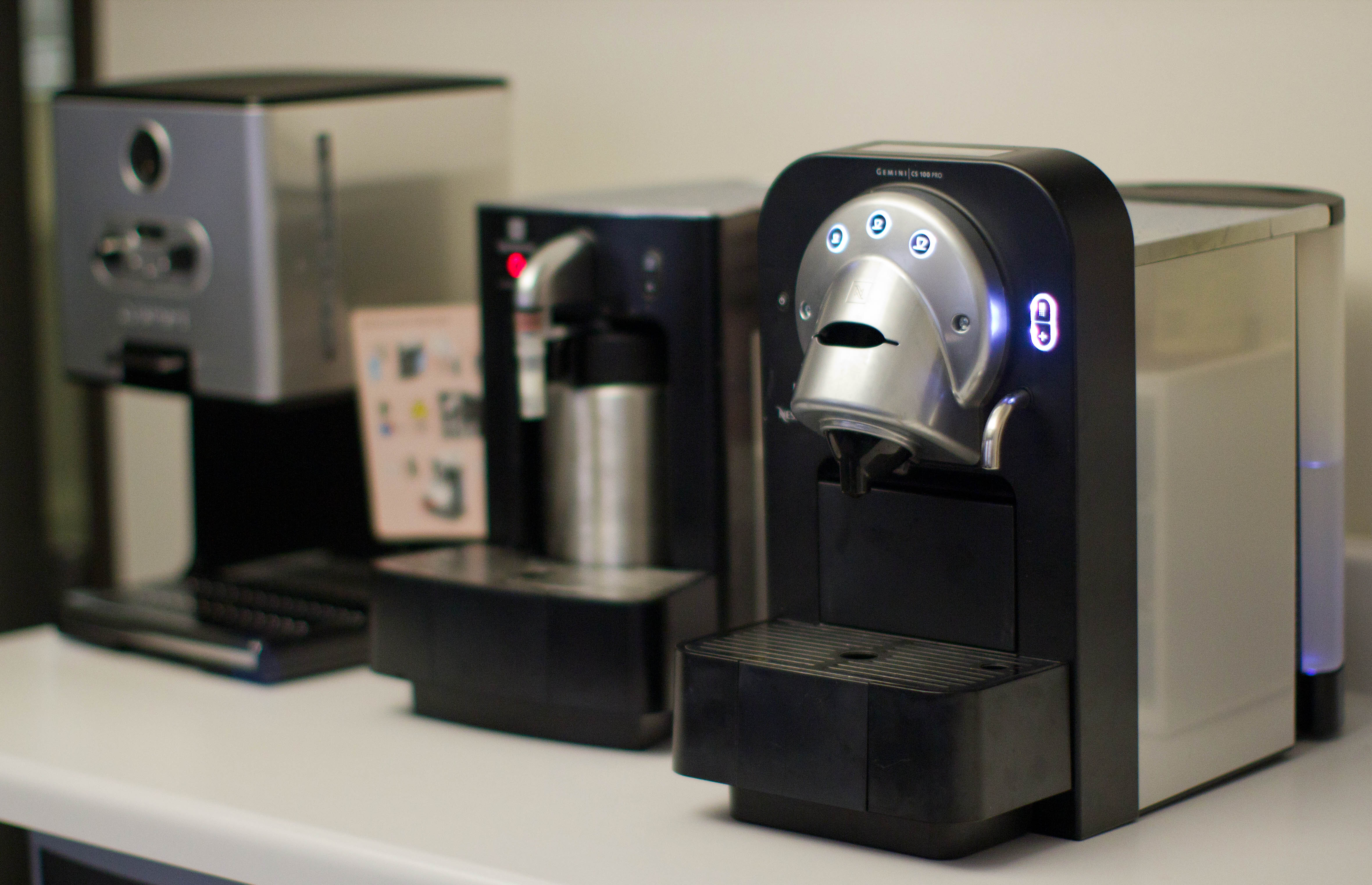
Automatický kávovar v kanceláři Wikimedia Foundation

Kávovar je stroj určený pro přípravu kávy takovým způsobem, aby se voda nemusela vařit v oddělené nádobě. Existuje obrovské množství kávovarů, nicméně princip přípravy kávy je vždy stejný: do kovového či papírového filtru se vloží rozemletá káva. Filtr s kávou se vloží do kávovaru, kde se přes něj (většinou pod tlakem) nechá přetéci horká voda vytékající do připravené nádoby na kávu (hrnek, sklenici apod.).
V základě můžeme kávovary dělit na:
- Automatické
- Pákové
- Kapslové

Automatické kávovary jsou komplexní spotřebiče, které často si namelou čerstvou kávu, připraví latté, cappucino a další kávové delikatesy. Běžně se dnes přístroje samy čistí a udržují. Kávovar přesto není zcela samostatný. Čas od času je třeba provést dekalcifikaci a průběžně doplňovat kávová zrna do zásobníku (nebo vodu, pokud není kávovar přímo napojen na vodovodní řád).
Pákové kávovary jsou oproti automatickým espresům náročnější na údržbu i obsluhu. Na druhou stranu jsou doporučovány znalci a gurmány, protože mají méně prostoru pro snížení kvality. Kávu si namelete sami na hrubost, kterou si daný druh a chuť žádá. Pákové kávovary mohou mít integrované mlýnky nebo si kávu meleme sami. U integrovaných mlýnků bychom měli hledět na možnosti jeho čištění, často nejsou mlýnky zcela přístupné. Kvalita připravovaného espressa pak závisí zejména na schopnosti kávovaru udržet potřebný tlak po celou dobu extrakce.
Kapslové kávovary jsou přístroje, které vyrábí kávu z předem připravených a za tímto účelem zakoupených kapslí. Obsluha i čištění je snazší, ale skuteční gurmáni proti nim bojují, protože vytlačují z přípravy kávy tradice. Nevyžadují téměř žádnou údržbu, k přípravě stačí kapsle a voda v zásobníku. Ekonomicky je tento druh kávovaru v dlouhém období relativně nevýhodný, oproti automatickým nebo pákovým kávovarům, kde jeden šálek kávy může stát pár korun nebo dokonce haléřů.

## Historie
Až do počátku 19. století se káva vařila na plameni v kastrůlku s vodou. V té době byl však ve Francii sestrojen první kávovar na překapávanou kávu, tzv. "biggin". O 40 let později ho následoval Napierův vakuový kávovar, který produkoval kávu bez kalu, avšak jeho obsluha nebyla jednoduchá. O jeho popularitu ho záhy připravil perkolátor, k jehož obsluze byla třeba voda, káva a zdroj tepla. Přestože se jeho vznik datuje k 19. století, je stále používán v některých italských domácnostech. Roku 1901 v Itálii byl vynalezen první kávovar na espresso. Továrník Luigi Bezzera ve snaze zkrátit pracovní pauzy na kávu využil tlaku páry při její přípravě. O 30 let později byl tento kávovar zdokonalen panem Cremonesim. Bylo využito pístového čerpadla, které hnalo přes kávu horkou vodu, ne vroucí, která přepalovala zrna. V roce 1972 v USA vstoupila na trh kávy firma Mr.Coffee se svým přístrojem na překapávanou kávu. Kávovar se velmi rychle ujal v tamních bistrech, kde je používán dodnes.

## Největší výrobci
Největšími výrobci kávovarů jsou tyto společnosti:
- Delonghi - italská značka kávovarů, založená roku 1902 ve městě Treviso. Kromě kávovarů vyrábí i další spotřebiče - fritézy, grily,... Zaměřuje se především na pákové a plnoautomatické kávovary.
- Philips - nizozemská firma, celosvětově známá pro svou elektroniku. Kávovary vyrábí od roku 1965, klasicky plnoautomatické a kapslové. Pod její vedení spadají dvě velké italské značky Saeco a Gaggia.
- Jura - švýcarská značka kávovarů, založená roku 1931. Původně vyráběla jiné zboží, ke kávovarům se dostala až v polovině 80. let. V jejím sortimentu jsou automatické kávovary.
- Krups - slavná a tradiční firma z Německa, založená již roku 1846. Zaměřovala se odjakživa na cokoliv, co souvisí s kávou, dnes je jedním z největších výrobců v Evropě.